# Amor real
Amor real es una telenovela mexicana producida por Carla Estrada para Televisa en 2003, tomando como fondo histórico la época postindependiente de México. Está basada en el libro Bodas de odio de Caridad Bravo Adams y en la telenovela homónima producida anteriormente por Ernesto Alonso. La adaptación para esta versión fue hecha nuevamente por María Zarattini.
Protagonizada por Adela Noriega, Fernando Colunga y Mauricio Islas, con las participaciones antagónicas de Helena Rojo, Chantal Andere, Beatriz Sheridan, Carlos Cámara, Harry Geithner y Maya Mishalska. Cuenta además con las actuaciones estelares de Ana Martín, Ernesto Laguardia, Mario Iván Martínez y Ana Bertha Espín.

## Sinopsis
Matilde Peñalver y Beristáin (Adela Noriega) es una joven bella y soñadora. Es hija del General Hilario Peñalver y Beristáin (Ricardo Blume) y Augusta Curiel de Peñalver y Beristáin (Helena Rojo) y hermana de Humberto Peñalver y Beristáin Curiel (Ernesto Laguardia). Matilde se enamora de Adolfo Solís (Mauricio Islas), un militar sin fortuna; ambos se enamoran profundamente, pero su madre no aprueba su relación con Adolfo y lo manda a encarcelar injustamente. Mientras Adolfo es encarcelado, Manuel Fuentes-Guerra (Fernando Colunga), un joven soltero que heredó una gran fortuna al morir su padre y no sabe nada de su madre, viaja a Ciudad Trinidad y es donde conoce a Matilde, de quien se enamora profundamente y logra tener contacto con su familia por medio de una reunión planeada por doña Augusta, la madre de Matilde. Finalmente tras la presión de la familia, tiempo después Matilde se casa con Manuel a la fuerza, para salvar el buen nombre de su familia, situación por la cual Matilde sufre porque no ama a su marido; pero luego irán aconteciendo un sinfín de situaciones que harán qué Matilde vaya cambiando sus sentimientos al qué forzosamente la obligan a aceptar como esposo, una historia donde la ambición, los celos y las malas intenciones no se harán esperar

## Reparto
- Adela Noriega - Matilde Peñalver y Beristáin Curiel de Fuentes-Guerra
- Fernando Colunga - Manuel Fuentes-Guerra Aranda
- Mauricio Islas - Adolfo Solís Gallardo / Felipe Santamaría
- Chantal Andere - Antonia Morales Cortés
- Helena Rojo - Augusta Curiel Vda. de Peñalver y Beristáin
- Ernesto Laguardia - Humberto Peñalver y Beristaín Curiel
- Ana Martín - Rosario Aranda
- Mariana Levy - Josefina de Icaza de Peñalver y Beristáin
- Mauricio Herrera - Padre Urbano de las Casas
- Ana Bertha Espín - Prudencia Curiel Vda. de Alonso
- Mario Iván Martínez - Renato Piquet
- Leticia Calderón - Hanna de la Corcuera
- Rafael Rojas - Amadeo Corona
- Carlos Cámara - Lic. Ramón Márquez
- Beatriz Sheridan - Damiana García
- Maya Mishalska - Marianne Bernier de la Roquette / Marie de la Roquette Fuentes-Guerra
- Kika Edgar - Catalina Heredia Curiel de Solís
- Ingrid Martz - Pilar Piquet de Márquez
- Héctor Sáez - Silvano Arzola
- Harry Geithner - Yves Santibañez de la Roquette
- Óscar Bonfiglio - Sixto Valdez
- Adalberto Parra - Delfino Pérez
- Yolanda Mérida - Juana Domínguez Vda. de Palafox
- Ricardo Blume - General Hilario Peñalvert y Beristáin
- Alejandro Felipe - Manuel Hilario Fuentes-Guerra Peñalver y Beristáin
- Paulina de Labra - Ignacia
- Manuel "Flaco" Ibáñez - Lic. Remigio Quintero
- Paco Ibáñez - Gregorio Heredia Carrasco
- Julio Alemán - Joaquín Fuentes-Guerra
- Raquel Morell - María Clara Curiel de Heredia
- Gastón Tuset - Gervasio Morales
- Tania Vázquez - Adelaida Sandoval
- Jorge Vargas - General Prisco Domínguez Cañero
- Alicia del Lago - Higinia
- José Antonio Ferral - Lic. Abelardo Benítez
- Mario del Río - Lorenzo Rojas
- Alejandro Villeli - Ezequiel Treviño
- Carlos Amador - Orlando Cordero
- Gerardo Klein - Santiago López
- Dulcina Carballo - Jacinta
- Fernando Manzano - Garza
- Benjamín Pineda - Canales
- Lorena Álvarez - Bernarda Aguirre
- Juan David Galindo - Nazario
- María Dolores Oliva - Lázara
- Carlos Ache - Graciano
- Mayahuel del Monte - Ceferina
- Toño Infante - Benigno Villa
- Miguel Ángel Fuentes - El Negro
- Carlos Cámara Jr. - Lic. Aureliano Pérez de Tejada
- Joseba Iñaki - Jacobo Negrete
- Alberto Chávez - Pancho
- July Calderón - Micaela
- Maty Huitrón - Madre Superiora
- Patricia Martínez - Camelia de Corona
- Luis Xavier - José María de Icaza
- Fátima Torre - María Fernanda Heredia Curiel
- María Sorté - Rosaura
- Frances Ondiviela - Sor Marie de la Roquette Fuentes-Guerra
- Marco Muñoz - Capitán Gómez
- Adal Ramones - Dueño del Circo
- Olivia Bucio - Cantante en el teatro
- Jacqueline Voltaire - Sor Lucía
- Luis Couturier - Gobernador
- Arturo Lorca - Efraín González
- Lilí Brillanti - Asunción
- Gilberto de Anda - Notario Zuluaga
- René Casados

## DVD
El Grupo Televisa lanza a la venta en formato DVD sus novelas.

## Recepción

### Índices de audiencia de televisión en México
| Horario Semanal      | # Ep. | Estreno            | Estreno            | Final                 | Final                         | Rank | Temporada | Puntuación media |
| Horario Semanal      | # Ep. | Fecha              | Rating del Estreno | Fecha                 | Índice de audiencia del Final | Rank | Temporada | Puntuación media |
| -------------------- | ----- | ------------------ | ------------------ | --------------------- | ----------------------------- | ---- | --------- | ---------------- |
| Lunes—viernes 9:00pm | 95    | 9 de junio de 2003 | 26.5               | 17 de octubre de 2003 | 43.1                          | #1   | 2003-04   | 29.4             |

Mientras que la telenovela estaba al aire, registró índices de audiencia muy altos, sobre todo en las últimas semanas de su emisión cuando la telenovela mostró un promedio de 35 puntos. Durante todo el plazo de cinco meses en que duro la telenovela en México, se mantuvo en el lugar #1, con una cuota de mercado del 60%, según lo informado por Ibope México. Debido a la enorme popularidad de Amor Real, toda la telenovela fue devuelta por segunda vez después de una demanda pública, sólo cuatro meses después de que la emisión original finalizó.

### Éxito internacional
Además del éxito en México y América Latina, Amor Real fue también de éxito internacional. Cuando la telenovela se transmitió en horario estelar por la cadena Univisión, con frecuencia logró vencer a las principales cadenas de Estados Unidos en audiencia. Sin embargo, la serie salió al aire en los Estados Unidos sin subtítulos en inglés. Amor Real es una de las telenovelas de mayores audiencias emitidas en Univisión. La telenovela también tuvo resultados exitosos cuando se emitió en España, en la televisión nacional española, TVE, donde se transmitía por la tarde, en el año 2005.
En 2005, Amor Real fue lanzado en DVD y se convirtió en la primera telenovela en ser publicada con subtítulos en inglés. El lanzamiento en DVD tuvo gran éxito de ventas en los Estados Unidos. El lanzamiento de la telenovela en DVD, también incluyó países como Canadá, Puerto Rico, Francia, Italia y España.

## Producción
- Amor real es una adaptación de la telenovela Bodas de odio, de 1983, basada en la novela homónima de Caridad Bravo Adams.[16] Esta versión fue adaptada por la escritora italiana, María Zarattini.[17]

- La telenovela fue filmada en la exhacienda de Tetlapayac y sus alrededores en el estado de Hidalgo por un lapso de ocho meses. Debido a que la historia se desarrolla en el siglo XIX en México, grupos de edificios y plazas tuvieron que ser construidos.

- La producción, requirió la participación de más de 1000 actores, extras, técnicos y artesanos.[15]

- Jorge Avendaño Lührs, pianista y compositor mexicano, compuso la banda sonora original (música incidental).

- La entrada principal de telenovela es interpretada por el dúo Sin Bandera.

### Equipo de producción
- Historia original - Caridad Bravo Adams
- Adaptación - María Zarattini
- Edición literaria - Ximena Suárez
- Asesoría psicológica - Dra. Judith Zerman, Dra. Sandra Rodríguez
- Asesoría histórica - Carmen Saucedo
- Escenografía - Ricardo Navarrete, Juan Antonio Sagredo
- Diseño de vestuario - Mónica Aceves, Mariana Melgarejo
- Ambientación - Esperanza Carmona, Rafael Brizuela
- Tema central - Amor real
- Autor e intérprete - Sin Bandera
- Musicalización - Jesús Blanco
- Música incidental - Jorge Avendaño Lührs
- Editores - Juan Franco, Luis Horacio Valdez
- Gerente de producción - Lily Moyers
- Coordinación de producción - Guillermo Gutiérrez
- Productor asociado - Arturo Lorca
- Dirección de cámaras en localización - Jesús Acuña Lee
- Director adjunto - Eric Morales
- Director de cámaras - Alejandro Frutos
- Directora de escena - Mónica Miguel
- Productora ejecutiva - Carla Estrada

## Versiones
- Bodas de odio, producida en 1983 por Ernesto Alonso, y protagonizada por Christian Bach, Miguel Palmer y Frank Moro, basada en el libro del mismo nombre de Caridad Bravo Adams. La telenovela fue reconocida por el retrato de los conflictos de las revueltas del México post-independiente.

- Lo que la vida me robó, producida en 2013 por Angelli Nesma, y protagonizada por Angelique Boyer, Sebastián Rulli, Luis Roberto Guzmán y Daniela Castro. Es ambientada en época contemporánea actual.